# Camp de Misburg-Hannover

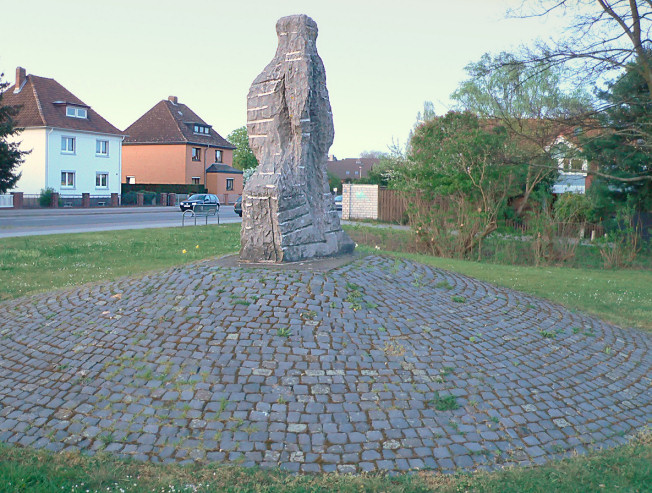
Sculpture d'Eugène Dodeigne rappelant l'existence du camp de Misburg.

Le camp de Misburg-Hannover est une unité de travail forcé dépendant du camp de concentration de Neuengamme  et située dans la banlieue est de Hanovre, mise à la disposition de l'entreprise Deutsche Erdölraffinerie  (Deurag) et effectuent des travaux de construction et de déblaiement.

## Création
Le 26 juin 1944, les premiers détenus de Neuengamme arrivent sur le site de Hanovre-Misburg, un ancien terrain agricole, bordé par le Mittellandkanal et proche de  la raffinerie de pétrole Deurag. Les déportés doivent y édifier des baraquements, puis déblayer les décombres et réparer les dégâts résultants des bombardements alliés. Jusqu’à l’achèvement des premières baraques, les détenus dorment dans des caves ou sous des tentes.
Le camp héberge jusqu’à mille détenus. Entre juin 1944 et avril 1945, 55 décès y sont enregistrés (mais les données étant incomplètes, le nombre de décès est certainement plus élevé).
Les deux premiers responsables du camp furent un sous-lieutenant de police, puis un capitaine d’infanterie. À partir de juillet 1944, le camp est confié à l'Obersturmführer Karl Wiedemann, puis au SS-Hauptscharführer Hans Gehrt. La garde en est assurée par 50 à 80 hommes recrutés dans un bataillon de tirailleurs.

## Évacuation
Le 25 mars 1945, le camp recense 672 détenus hommes. Il est évacué le 6 avril 1945 : les détenus sont dirigés vers le nord et arrivent à Müden/Örtze, où ils reçoivent l’ordre de ne pas se rendre à Neuengamme, leur destination originale, mais au camp de concentration de Bergen-Belsen, où ils arrivent le 8 avril. Les malades et les détenus incapables de marcher sont emmenés en camions le 8 avril, directement de Misburg à Bergen-Belsen.

## Mémorial

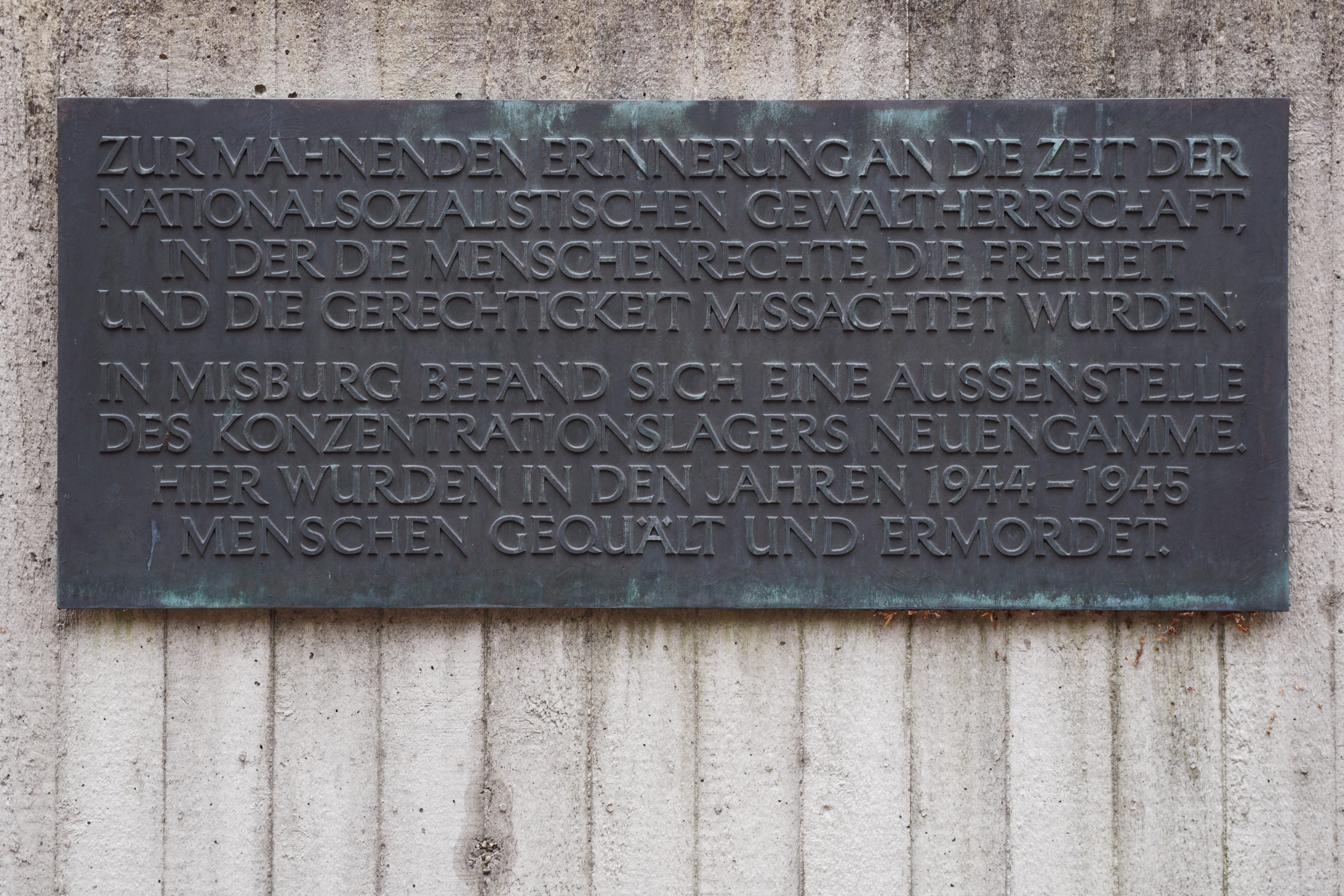
Plaque commémorative rappelant l'existence du camp de Misburg.

Depuis 1979, une plaque en bronze rappelle le camp de Misburg dans le cimetière forestier.

« En mémoire de l'époque du régime nazi, 
pendant laquelle les droits de l'homme, 
la liberté et la justice ont été violés.
Dans les années 1944-1945, 
s'élevait à Misburg un camp rattaché 
au camp de concerntration de Neuengamme 
ou des personnes ont été torturées et assassinées. »

En 1989, une sculpture d'Eugène Dodeigne est érigée sur le site du camp, l’enceinte de l’usine Deurag-Nerag.